# Paola Tedesco
Paola Tedesco (* 28. März 1952, Rom) ist eine italienische Schauspielerin. Sie ist die Tochter des italienischen Schauspielers, Tenors und Synchronsprechers Sergio Tedesco.

## Filmografie (Auswahl)
- 1964: Das 1. Evangelium – Matthäus
- 1969: Die Degenerierten (Satyricon)
- 1970: Alles tanzt nach meiner Pfeife (L’Homme-orchestre)
- 1973: Frauen, die man Töterinnen nannte (Le amazzoni - donne d'amore e di guerra)